# Erick Avari
Erick Avari (ur. 13 kwietnia 1952 w Darjeeling) – amerykański aktor filmowy, dubbingowy, reżyser i scenarzysta pochodzenia perskiego i hinduskiego. Występował w roli Prescotta w filmie Kevin sam w domu 4.

## Życiorys
Urodził się jako Nariman Eruch Avari w Darjeeling w Indiach u podnóży Himalajów, w rodzinie Parsów. Jego pradziadkiem był Jamshedji Framji Madan, jeden z pionierów kinematografii indyjskiej.
Ukończył renomowaną jezuicką szkołę St. Joseph’s School w Darjeeling, a następnie studiował w College of Charleston w Karolinie Południowej. Karierę aktorską rozpoczął od występów teatralnych w Nowym Jorku.
Zagrał między innymi w takich filmach jak: Gwiezdne wrota, Dzień Niepodległości, Mumia i Planeta Małp. On i Alexis Cruz byli jedynymi aktorami, którzy pojawili się zarówno w filmie, jak i serialu „Gwiezdne wrota”.
Pojawił się też gościnnie w serialach: Bajer z Bel-Air, Prawo i porządek, Star Trek: Następne pokolenie, Star Trek: Deep Space Nine, Star Trek: Enterprise, Z Archiwum X, Babylon 5 i JAG.

## Życie prywatne
Od 1980 roku żonaty z Margaret Lambert Walker.

## Filmografia
- 2019: Love & Debt – jako Johnny
- 2017: Project Eden: Vol. I – jako Pasterz
- 2015: Chasing Eagle Rock – jako Cam Avery
- 2013: A Haunting at Silver Falls – jako Doktor Parrish
- 2013: It’s not You, It’s Me – jako Cedrick
- 2012: California Winter – jako Douglas Harari
- 2011: Trzy Welony – jako Pan Quaism
- 2011: Where the Road Meets the Sun – jako Dadi
- 2011: Dispatch – jako Sierżant Pincus
- 2009: Mój przyjaciel Hachiko – jako Jasjeet
- 2009: Oficer Blart – jako Vijay
- 2009: Fault Line
- 2008: InAlienable – jako Howard Ellis
- 2008: AmericanEast – jako Fikry
- 2008: The Madness of Jane – jako Norman Divitry
- 2007: Flight of the Living Dead: Outbrake on a Plane – jako Doktor Leo Bennett
- 2007: Wojna Charliego Wilsona – jako Avi Perlman
- 2007: Choose Connor – jako Arthur Dennison
- 2007: Ciemna Materia – jako R.K. Gazda
- 2007: Postal – jako Habib
- 2006: Bibliotekarz II: Tajemnice kopalni króla Salomona – jako Generał Samir
- 2005: The L.A. Riot Spectacular – jako Matre’d
- 2005: Dancing in Twilight – jako Matt
- 2003: Daredevil – jako Nikolas Natchios
- 2003: Searching for Haizmann – jako ojciec Marka Reedera
- 2003: Trzy dni w deszczu – jako Alex
- 2002: Mr. Deeds – Milioner z przypadku – jako Cecil Anderson
- 2002: Mistrz kamuflażu – jako facet, który robi cygara
- 2002: Rytuał – jako doktor Amundson
- 2002: Kevin Sam w Domu 4 – jako Prescott
- 2002: Incest – jako Paul
- 2001: Planeta małp – jako Tival
- 2001: Dom Glassów – jako bankier
- 1999: Mumia – jako dr Terrence Bey
- 1999: Trzynasty wojownik – jako przewodnik karawany
- 1996: Projekt ALF – jako Rocket (głos)
- 1996: Mały agent – jako Elrach
- 1996: Tajemnice rodzinne – jako dr Webster
- 1996: Dzień Niepodległości – jako Dyrektor SETI
- 1994: Gwiezdne Wrota – jako Kasuf
- 1994: Barwy nocy – jako taksówkarz
- 1994: Nie wkładaj palca między drzwi – jako doradca Emira
- 1993: Chybiony cel – jako pan Ayub
- 1993: Ofiary miłości: Historia prawdziwa – jako Surgeon
- 1993: Wyśniona kochanka – jako dr Spatz
- 1993: Pieniądze albo miłość – jako złotnik Benny
- 1993: Lista zabójstw – jako hurtownik farmaceutyczny
- 1992: Jaskiniowiec z Kalifornii – jako Raji
- 1992: Diagnoza zbrodni – jako moderator
- 1992: Treacherous Crossing – jako Don Gallegher
- 1989: Jej powrót – jako właściciel delikatesów
- 1988: Bestia – jako Samad
- 1984: Nothings Lasts Forever – jako Toulouse Lautrec
- 1962: Kanczendżanga

## Seriale
- 2019, 2025–: The Chosen – jako Nikodem
- 2015: Świat w opałach – jako Hasan
- 2014: Hieroglyph – jako Odion
- 2014: Skorpion – jako Robert Richter
- 2014: Madam Secretary – jako turecki minister spraw zagranicznych Ozan Canoglu
- 2012: Mroczne zagadki Los Angeles – jako Ravi Madhavan
- 2011: Grimm – jako JP
- 2010: Człowiek Cel – jako Gerard
- 2010: Kamuflaż – jako Omar Ansari
- 2010: Parenthood – jako Leon Dengraff
- 2009: Mental: Zagadki umysłu – jako dr Timothy Paul
- 2009: Castle – jako Rupert Bentley
- 2003: Obława – jako Sanjay Ramachandran
- 1997: Pistolet – jako właściciel
- 1963: General Hospital – jako Ahmed Hakeem